# Tyrų takas
Tyrų takas nebo Tyrų pažintinis takas je turistická stezka či naučná stezka na pobřeži Kuršského zálivu Baltského moře v západní Litvě. Nachází se severozápadně od vesnice Klišiai a západně od vodního kanálu Vilhelmo kanalas v seniorátu Priekulė (Priekulės seniūnija) v okrese Klaipėda. Geograficky také patří do Klaipėdského kraje a Přímořské nížiny (Pajurio žemuma).

## Další informace
Tyrų takas začíná u silničního mostu přes vodní kanál Vilhelmo kanalas u odpočivadla a parkoviště a vede po jeho levém břehu a pak se stáčí do lesa a k mokřadu (Tyrų pelkė) u kterého je odbočka s vyhlídkou na mokřad. Následně vede lesem až na podmáčenou louku na pobřeží Kuršského zálivu až ke dvěma dřevěným rozhlednám Tyrų takas s výhledem až na Kuršskou kosu. Místo, kde se vyskytuje velké množství ptáků (např. na louce hnízdí velmi vzácný rákosník ostřicový (Acrocephalus paludicola)) je celoročně volně přístupné. Délka trasy vedoucí po nezpevněné lesní a luční stezce je 6,5 km. Informační tabule popisují místní ptactvo a jsou vybaveny QR kódy s odkazem na internet.

## Galerie

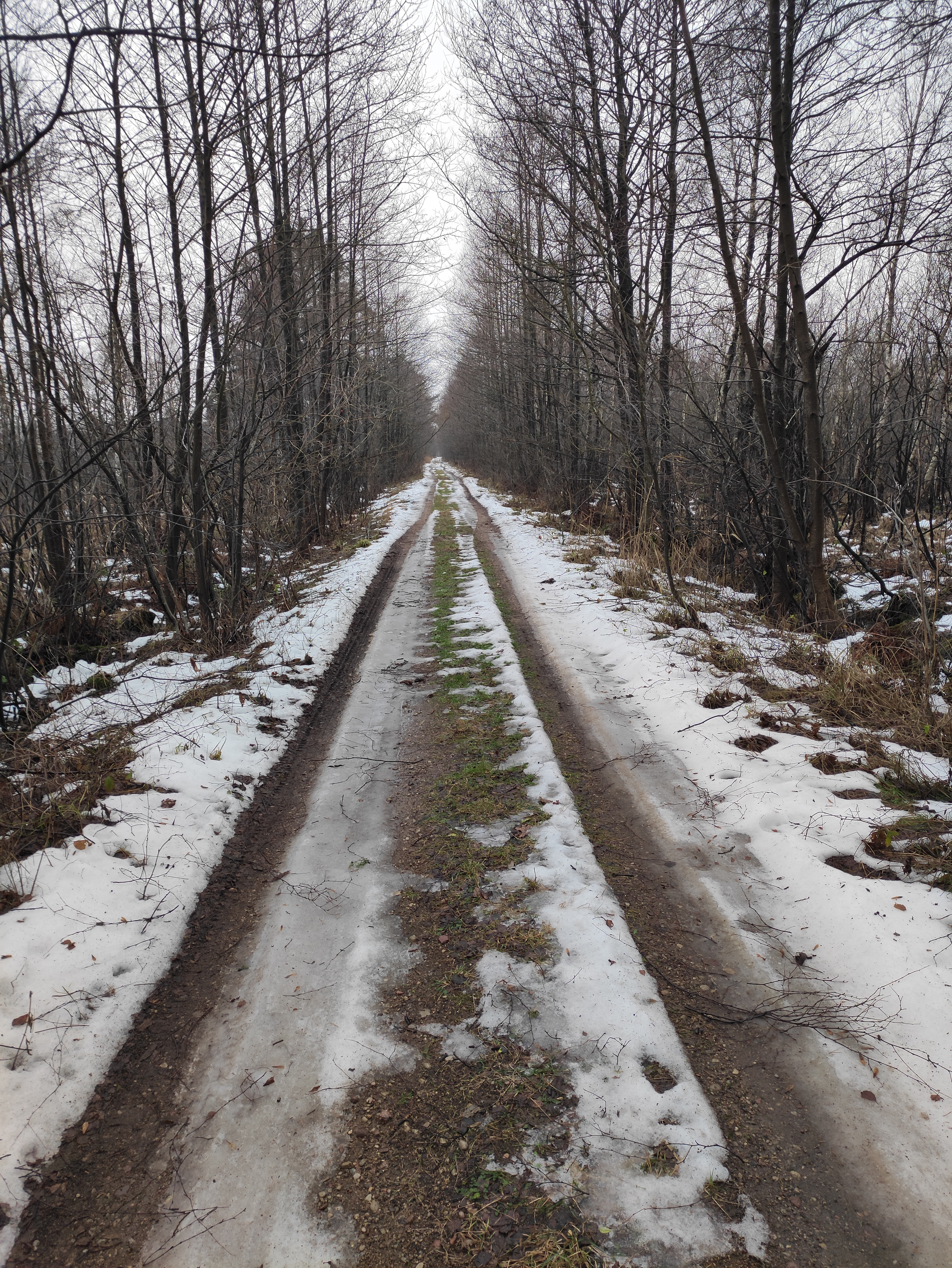
Stezka vede polní cestou
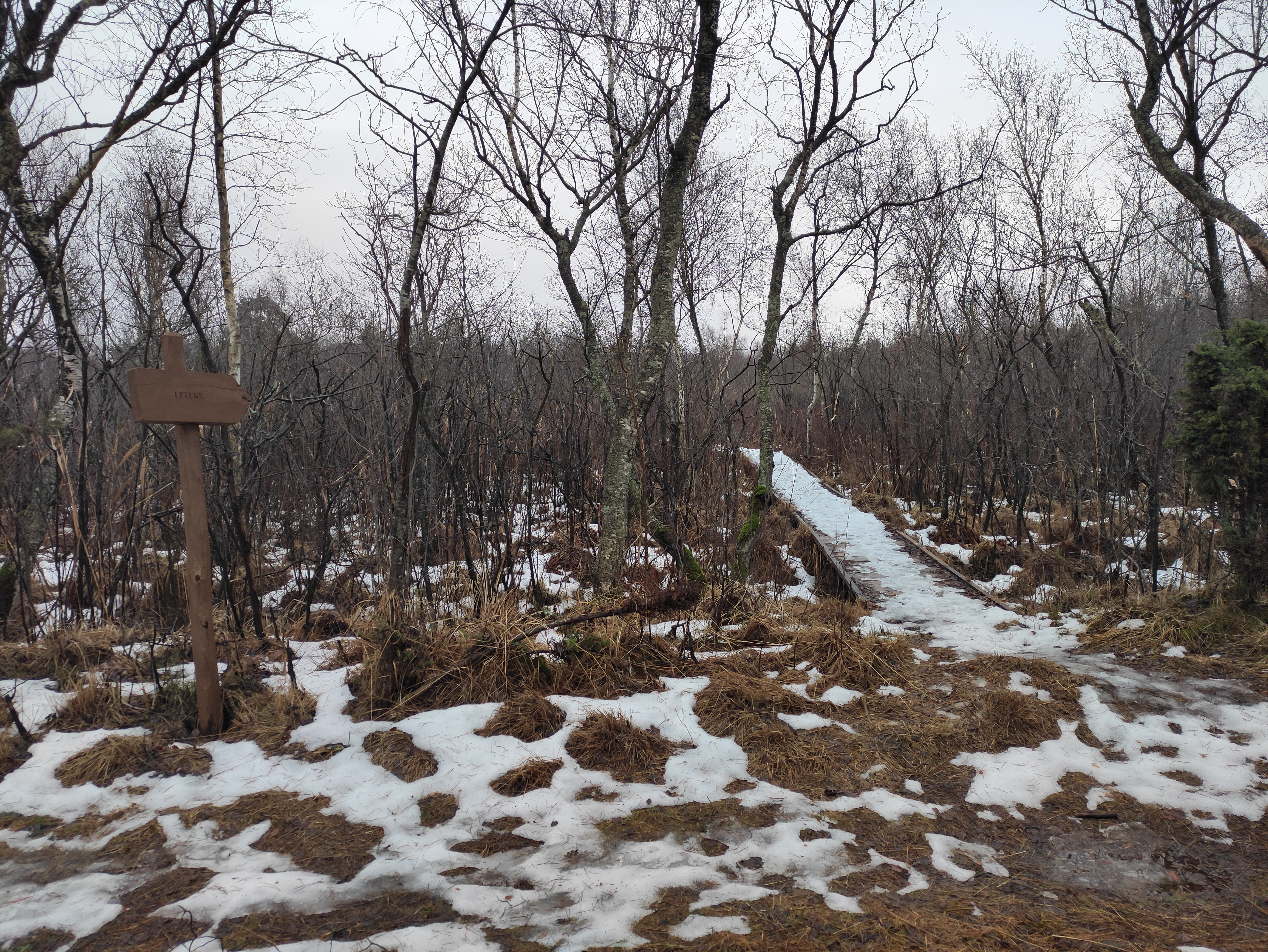
Odbočka k vyhlídce nad jezírkem
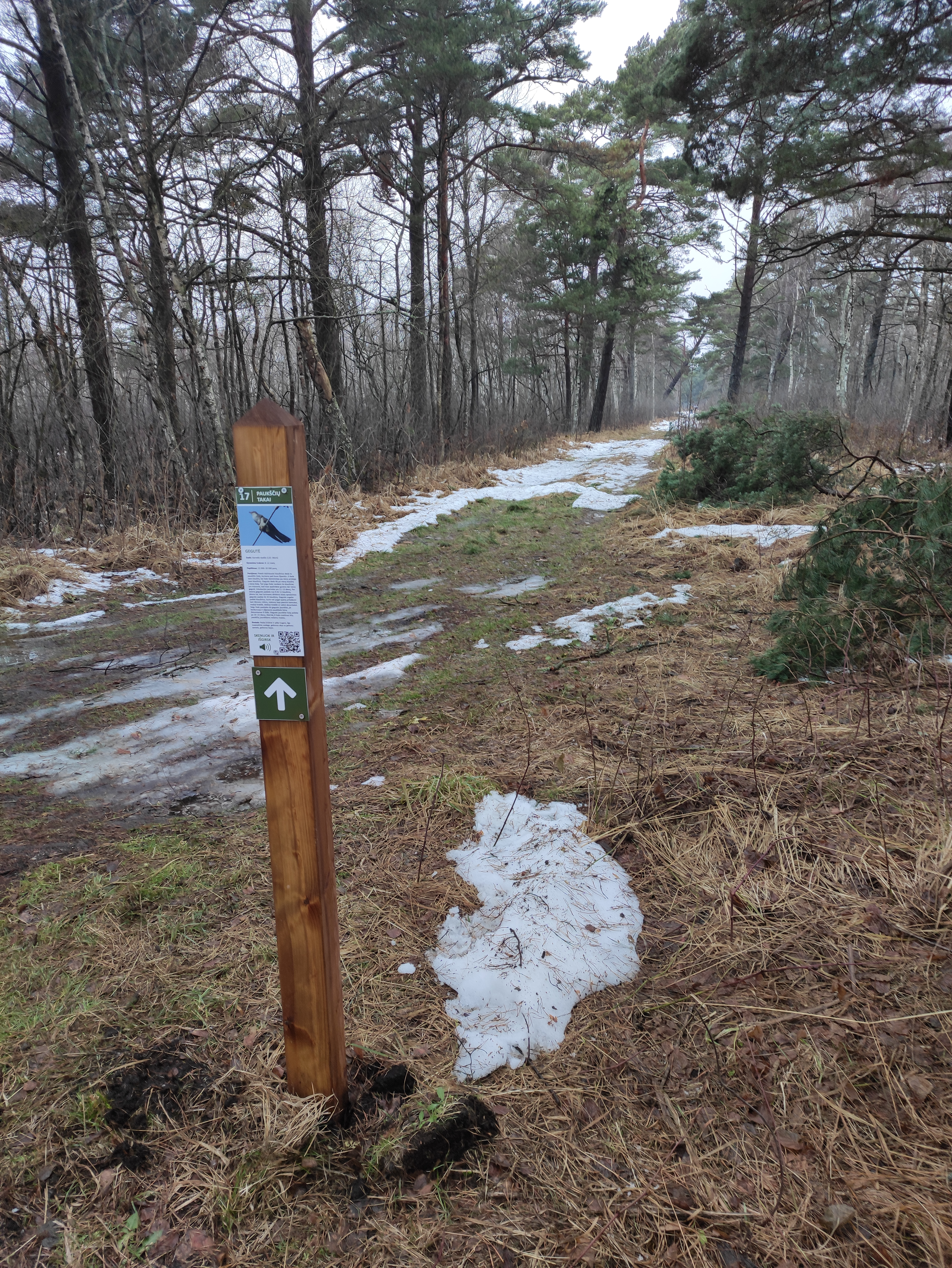
Informační panel na stezce
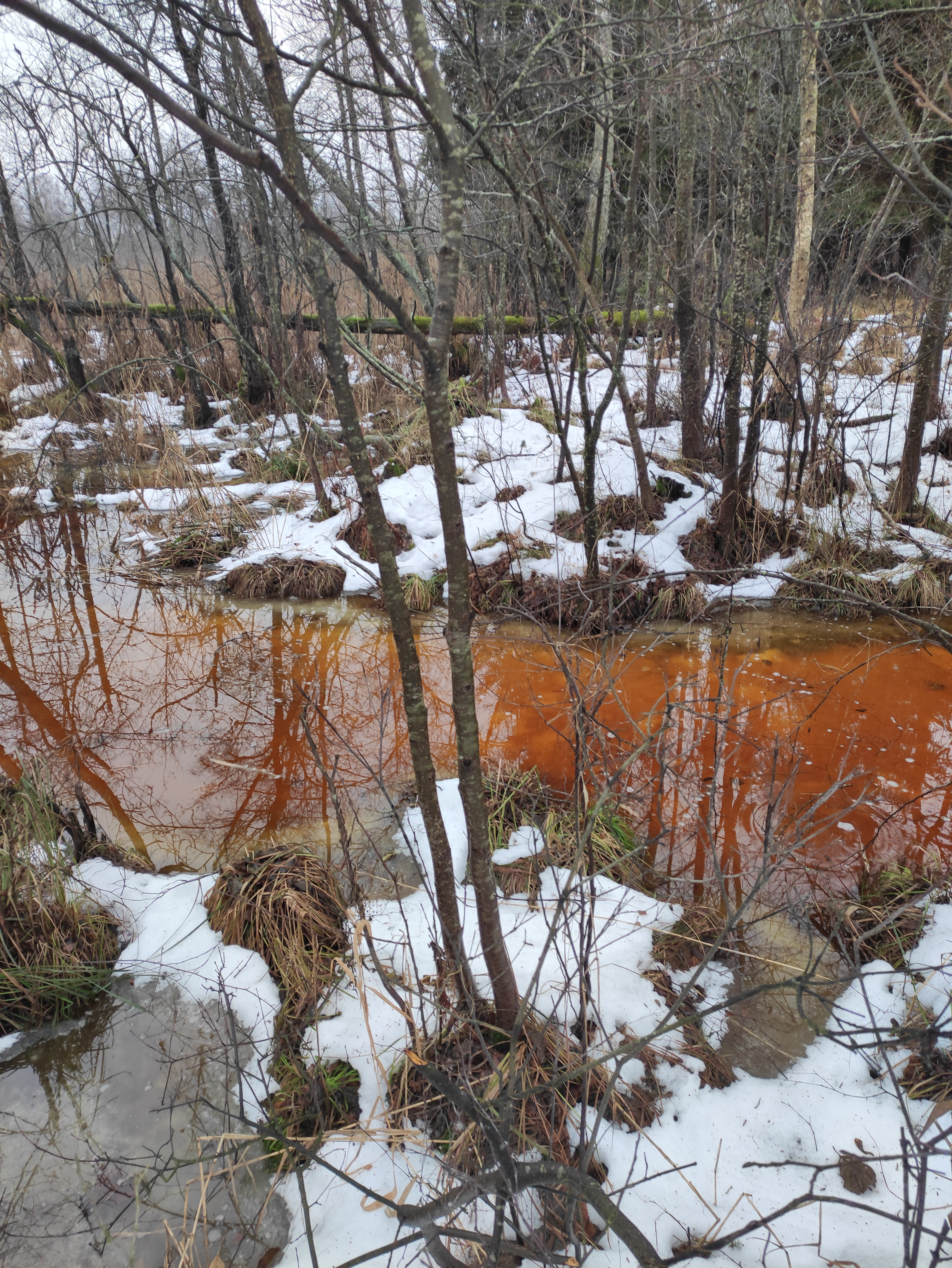
Mokřad Tyrų pelkė
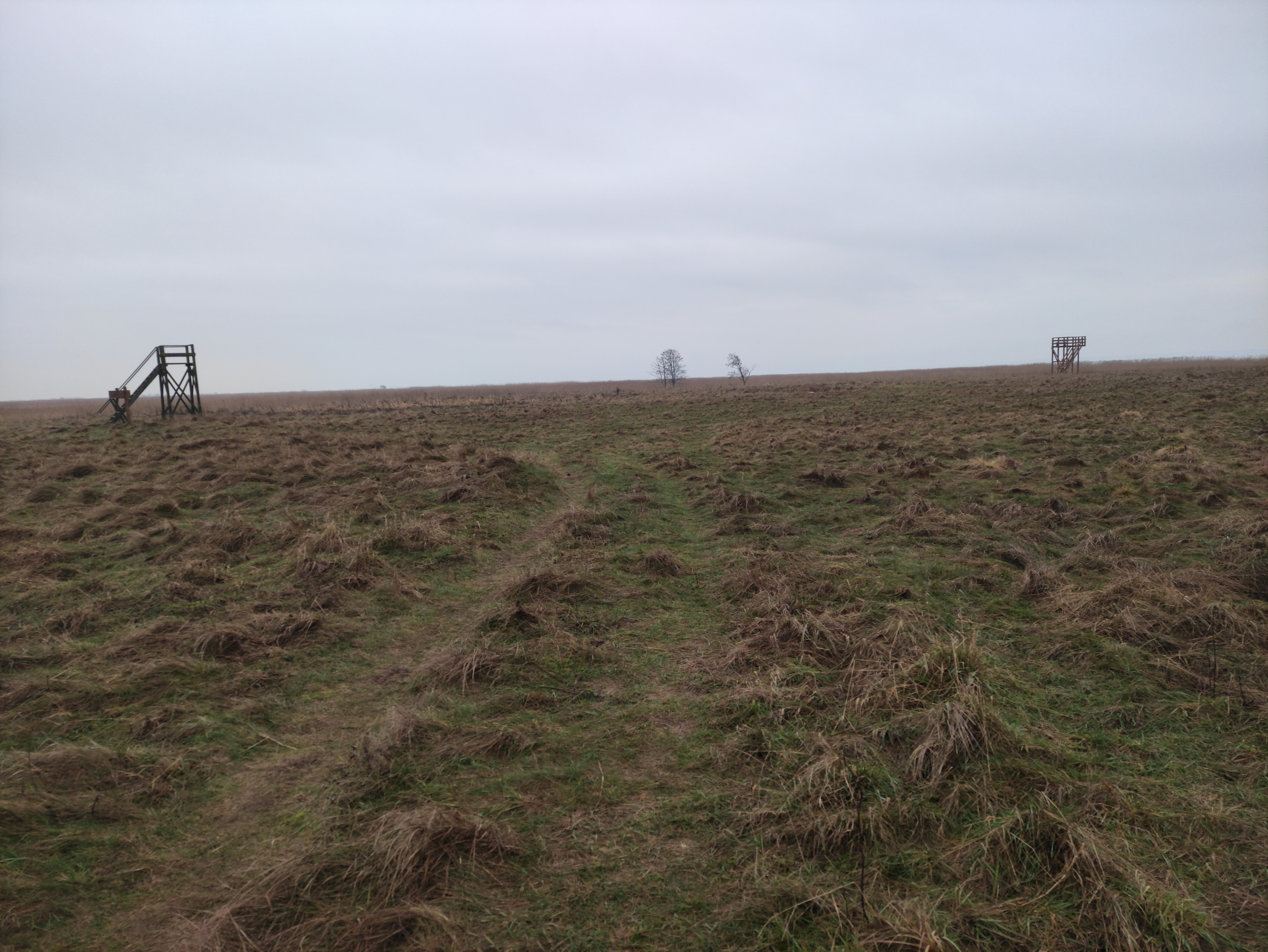
Rozhledny na Tyrų takas
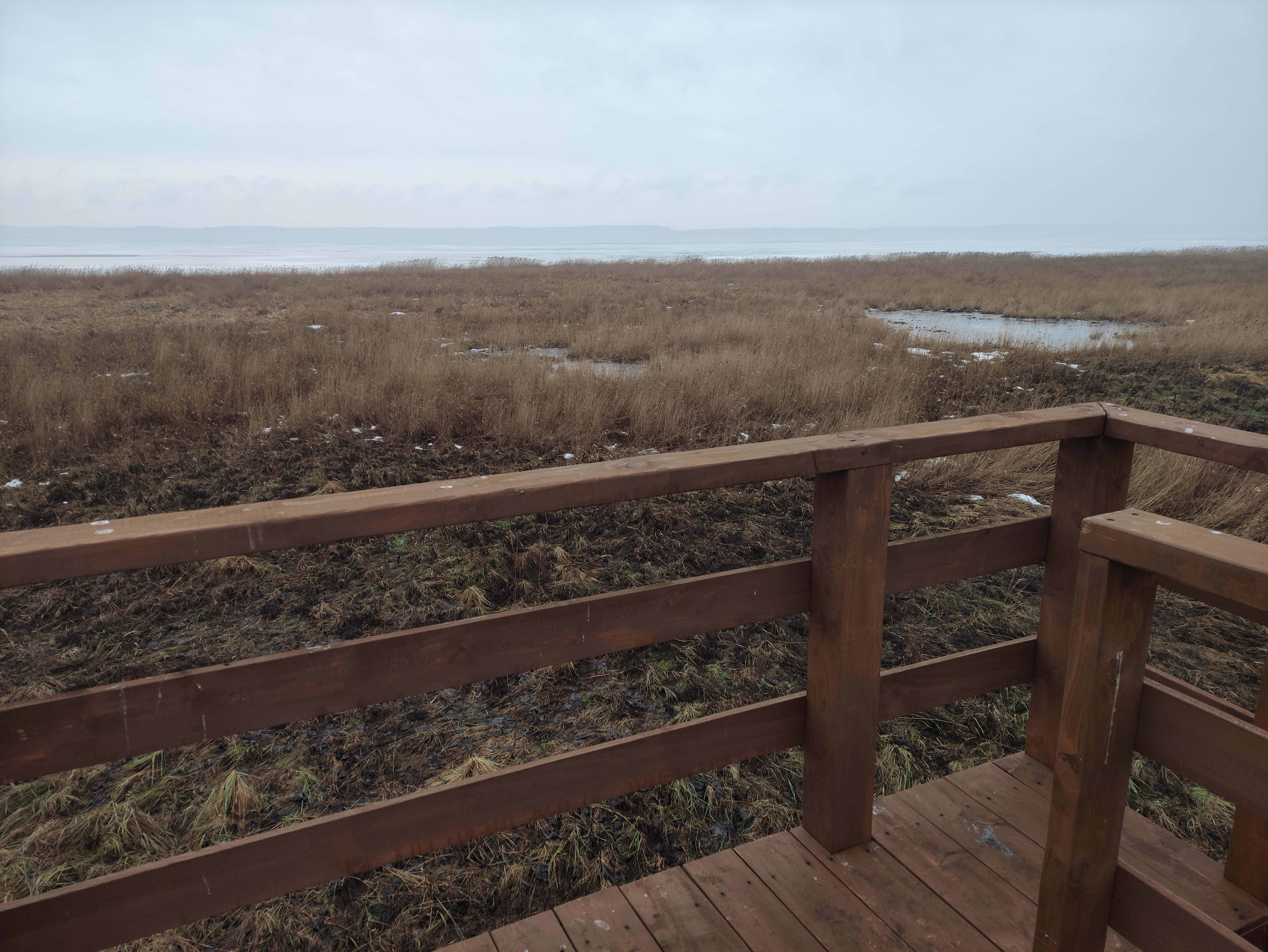
Vyhkídka z rozhleden na Tyrų takas